# Bělá (Město Libavá)

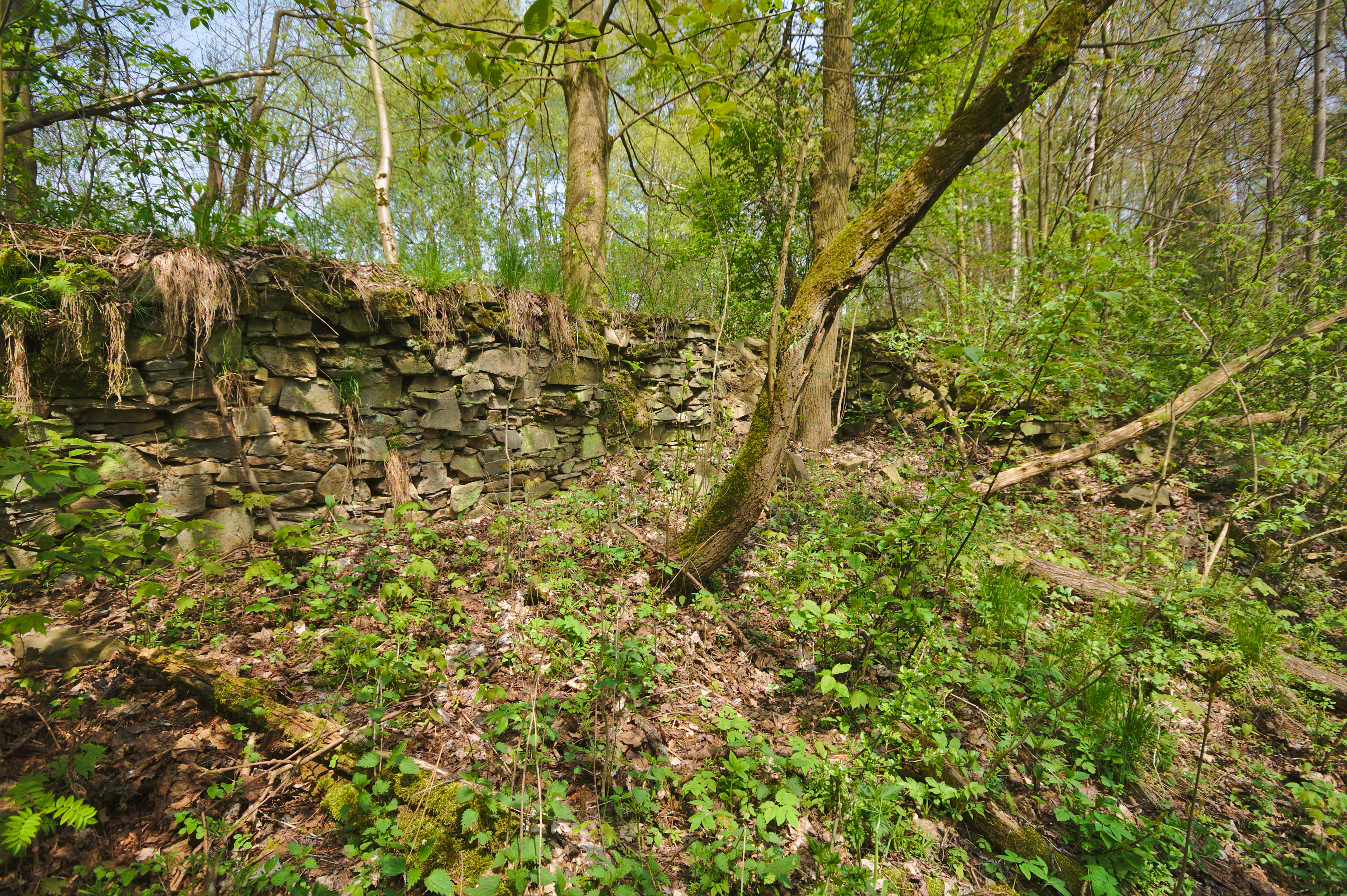
Mauerreste auf dem Gebiet der Wustung Bělá

Bělá (deutsch Seibersdorf) ist eine Wüstung auf dem Gebiet der Gemeinde Město Libavá in Tschechien. Sie liegt fünf Kilometer westlich von Město Libavá. Der Katastralbezirk Bělá u Města Libavá umfasst eine Fläche von 697 ha.

## Geographie
Bělá befand sich in 570 m. ü. M. im Tal des Baches Bělá (Seibersdorfer Bach) in den Oderbergen. Östlich erhebt sich die Bělá (620 m), im Süden der Strážiště (Wachberg, 639 m), südwestlich die Kupa (608 m), westlich der Dvorský kopec (606 m) sowie im Nordwesten der Domašovský kopec (590 m).
Umliegende Ortschaften waren Černý Kříž und Nová Véska im Norden, Trhavice im Nordosten, Heroltovice im Nordosten, Město Libavá und Dřemovice im Osten, Údolná und Olejovice im Südosten, Smilov im Süden, Magdalenský Mýn, Panský Mlýn und Jívová im Südwesten, Hraničné Petrovice im Westen sowie Domašov nad Bystřicí im Nordwesten.

## Geschichte
Die erste schriftliche Erwähnung des zu den Besitzungen des Bistums Olmütz gehörigen Ortes Zeyffersdorf erfolgte am 26. Januar 1364 zusammen mit weiteren Dörfern aus der näheren und weiteren Umgebung in einer Urkunde über die Erhebung des Zinses zur Erhaltung der im Dezember 1363 durch Markgraf Johann Heinrich an die Stadt Olmütz verkauften Marchbrücke unter der Olmützer Burg. Ob der Ort mit dem 1292 erwähnten Sifridi villa identisch ist, ist fraglich. Ab 1383 wurde der Ort als Biela, 1448 als Zenfersdorf, 1517 als Bílá, ab 1599 als Seibersdorf, im 17. Jahrhundert auch als Seifersdorf bzw. Seyfersdorf, im 18. Jahrhundert als Seybersdorf und ab 1771 als Hančovice, Hučovice, Hunčovice und Seibersdorfium bezeichnet. 1390 erwarb Peter Holický von Sternberg das Lehngut Domašov nad Bystřicí und schlug es seiner Herrschaft Sternberg zu. Ab 1408 gehörte das Lehn Peter von Krawarn. Die Matriken werden seit 1662 in der St.-Annen-Kirche in Domašov geführt. Bis zur Mitte des 19. Jahrhunderts blieb der Ort immer nach Sternberg untertänig.
Nach der Aufhebung der Patrimonialherrschaften bildete Seibersdorf ab 1850 eine Gemeinde in der Bezirkshauptmannschaft und dem Gerichtsbezirk Sternberg. 1853 wurde die erste Dorfschule eingerichtet. Im Jahre 1854 lebten in dem Dorf 246 Menschen. Diese lebten vornehmlich von der Landwirtschaft, ein kleiner Teil arbeitete in den Steinbrüchen an der Feistritz. Außerhalb des Dorfes bestand eine Mühle. Die Freiwillige Feuerwehr wurde im Jahre 1900 gegründet. Der tschechische Ortsname Bělá wurde seit 1906 verwendet. Im Jahre 1920 wurde Seibersdorf elektrifiziert. 1921 hatte die Gemeinde 277 Einwohner, davon waren 274 Deutsche und drei Tschechen. Zu dieser Zeit wurde in der Schule eine aus 42 Schülern bestehende Klasse unterrichtet. Im Jahre 1930 lebten in den 46 Häusern des Dorfes 260 Personen. Nach dem Münchner Abkommen wurde Seibersdorf 1938 dem Deutschen Reich zugeschlagen und gehörte bis 1945 zum Landkreis Bärn und Gerichtsbezirk Stadt Liebau. 1939 lebten in Seibersdorf 259 Menschen.
Nach dem Ende des Zweiten Weltkrieges kam das Dorf zur Tschechoslowakei zurück und gehörte zum Okres Moravský Beroun. Die deutschen Bewohner wurden vertrieben. Bělá wurde im Zuge der 1946 erfolgten Errichtung des Truppenübungsplatzes Libavá nicht wieder besiedelt. Der Abriss des verlassenen Dorfes erfolgte zwischen 1950 und 1951.
Bělá befand sich innerhalb des absoluten Sperrgebietes und war jährlich nur am 1. Mai während der Sonderöffnung des Truppenübungsplatzes im Rahmen der Fahrradtouristikaktion „Bílý kámen“ zugänglich. Seit 2016 gehört die Wüstung zur Gemeinde Město Libavá.

## Ehemalige Denkmale
- Kapelle des hl. Alfons, erbaut 1842. Das Altarbild schuf der aus Neutitschein stammende Maler Berger[2].